# Burg Münchenstein
Burg Münchenstein is een ruïne van een kasteel in de plaats Münchenstein in het kanton Basel-Landschaft in Zwitserland. Het kasteel is gesitueerd op een lange maar nauwe rots, er vallen slechts nog delen van de kasteelmuren te zien, pal boven het centrum van Münchenstein. De ruïne van het kasteel kan nog steeds bezocht worden, al is de locatie privédomein.

## Achtergrond
Vóór de bouw van het kasteel bestond het dorp of nederzetting uit een paar huizen en heette het nog Geckingen of Kekingen. De eerste vermelding van de nederzetting stamt uit 1196.
Rond 1260 kreeg de familie Münch het dorp, met bergen, heuvels en de omgeving met de rivier Birs in bezit. De exacte datering van de bouw van het kasteel is tot op heden onbekend, maar men denkt dat in de periode 1260-1270 met de bouw is begonnen.
De stichters van het kasteel op de rots (stein) waren vader en zoon Hugo II Münch en Hugo III Münch. Onder Hugo IV werd het kasteel uitgebreid en zelfs het dorp kreeg een ringmuur gedurende 60 jaar. Het geslacht Münch noemde zich nadien Münch van Münchenstein. Na 1279 kreeg het dorp de naam Münchenstein in plaats van Geckingen. Vanaf 1280 verloren de München echter het absolute recht op het dorp en werd het eigendom van de Graven van Pfirt, en kreeg de familie Münch het in leenbeheer terug.
In maart 1324, na de dood van de laatste graaf Ulrich III van Pfirt, kwamen het kasteel en dorp van Münchenstein in bezit van de Hertog van Oostenrijk, dit omdat erfgenaam Johanna van Pfirt (1300-1351) huwde met Hertog Albrecht II van Oostenrijk (1298-1358).
In het jaar 1334 werd het kasteel voltooid en had het zijn grootste omvang. Een paar jaar later werd het kasteel beschadigd door de aardbeving van Bazel van 18 oktober 1356, maar het werd al gauw hersteld tot zijn oorspronkelijke staat. Rond deze tijd was Koenraad VIII (1324-1378), zoon van Hartman I van Münch, bewoner van het kasteel. Koenraad VIII, bijgenaamd Hape huwde met Katharina van Löwenberg in 1340, na haar dood in 1371 erfde hij de districten van Muttenz en de Wartenberg van haar.
Gedurende de Oude Zürichoorlog, voordat de Slag bij St Jakob aan de Birs plaatsvond op 26 augustus 1444, veroverde de Solthurner familie het kasteel op 17 juni 1444 en hield het vervolgens bezet. Het duurde tot 1469 voordat de familie Münch haar bezittingen terugkreeg. Na de Franse Revolutie (1789) werd het kasteel steeds meer verwaarloosd en werd het verkocht aan het dorp Münchenstein. Het kasteel werd hierna onder andere gebruikt als opslagplaats voor stenen om nieuwe huizen te kunnen bouwen in het dorp.